# Harmandir Sahib
Pour le film de J.Lee Thompson, voir Le Temple d'or.
Le temple d'Or est le nom informel du Harmandir Sahib (pendjabi : ਹਰਿਮੰਦਰ ਸਾਹਿਬ ; signifiant « l'Illustre Temple de Dieu »), l'édifice le plus sacré des sikhs, situé au cœur de la ville d'Amritsar, au Pendjab, dans le nord-ouest de l'Inde. Le nom de « temple d'Or » est dû à sa couverture dorée.

## Historique

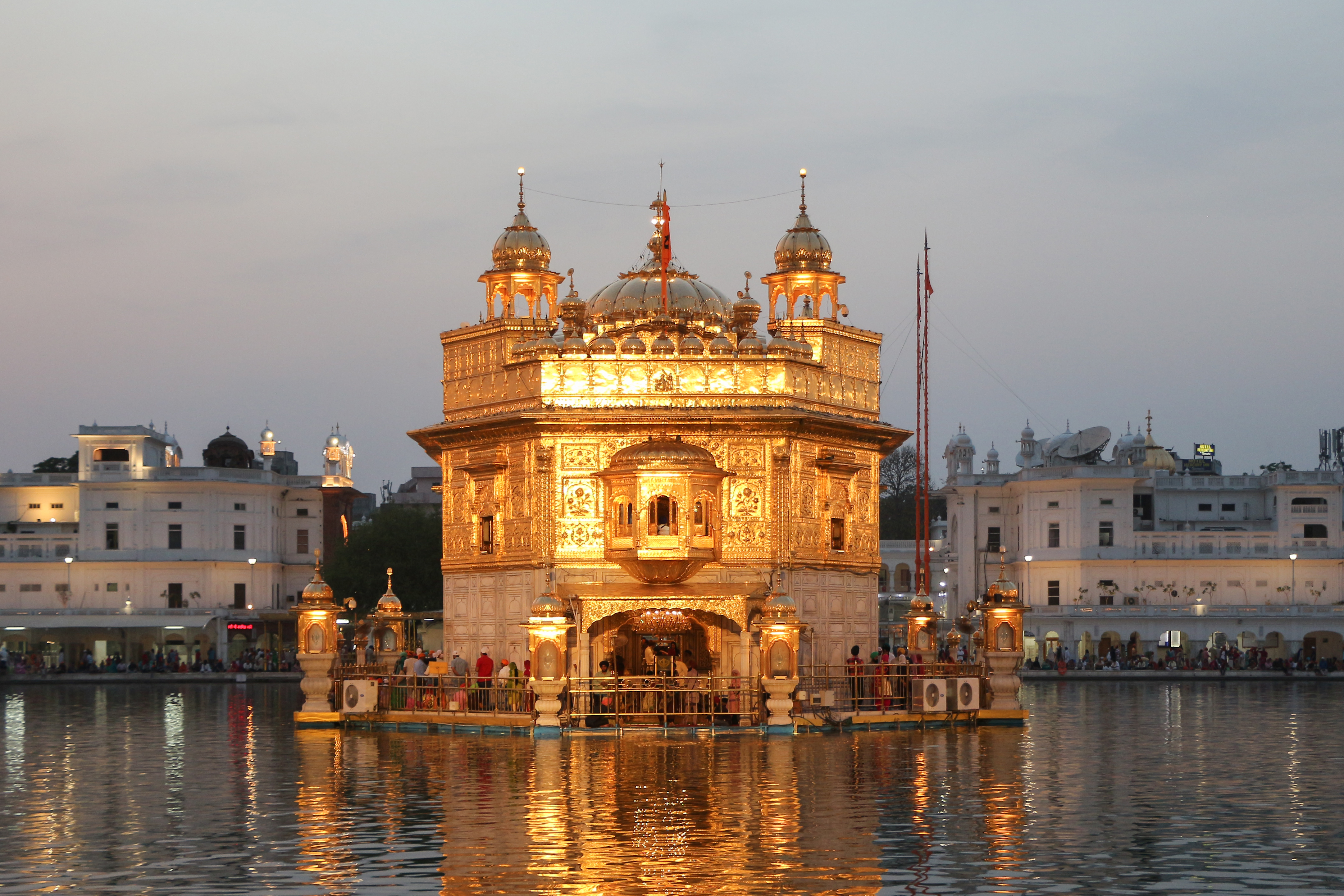
L'Harmandir Sahib illuminé.

Sa construction a été ordonnée en 1601 par Gurû Arjan, 5e maître spirituel des sikhs à l’endroit même où le premier d'entre eux, Gurû Nanak, venait méditer. 
Il est détruit lors de l'invasion afghane (durranie) de 1758 et reconstruit huit ans plus tard.
Le 5 juin 1984, le temple est le théâtre d'une opération militaire ordonnée par la première ministre indienne Indira Gandhi dans le but de déloger les indépendantistes sikhs qui s'y sont retranchés. Ce massacre fait officiellement 84 tués et 248 blessés parmi les soldats assaillants, tandis qu'on dénombre parmi les pèlerins 493 tués (dont 100 femmes et 75 enfants) et 86 blessés. La violation de leur lieu saint est considérée comme une insulte majeure par certains sikhs. Le massacre a pour conséquence l'assassinat d'Indira Gandhi quatre mois plus tard par ses propres gardes du corps, eux-mêmes sikhs.
Le temple, de nouveau incendié durant l'opération, a été reconstruit.

## Description

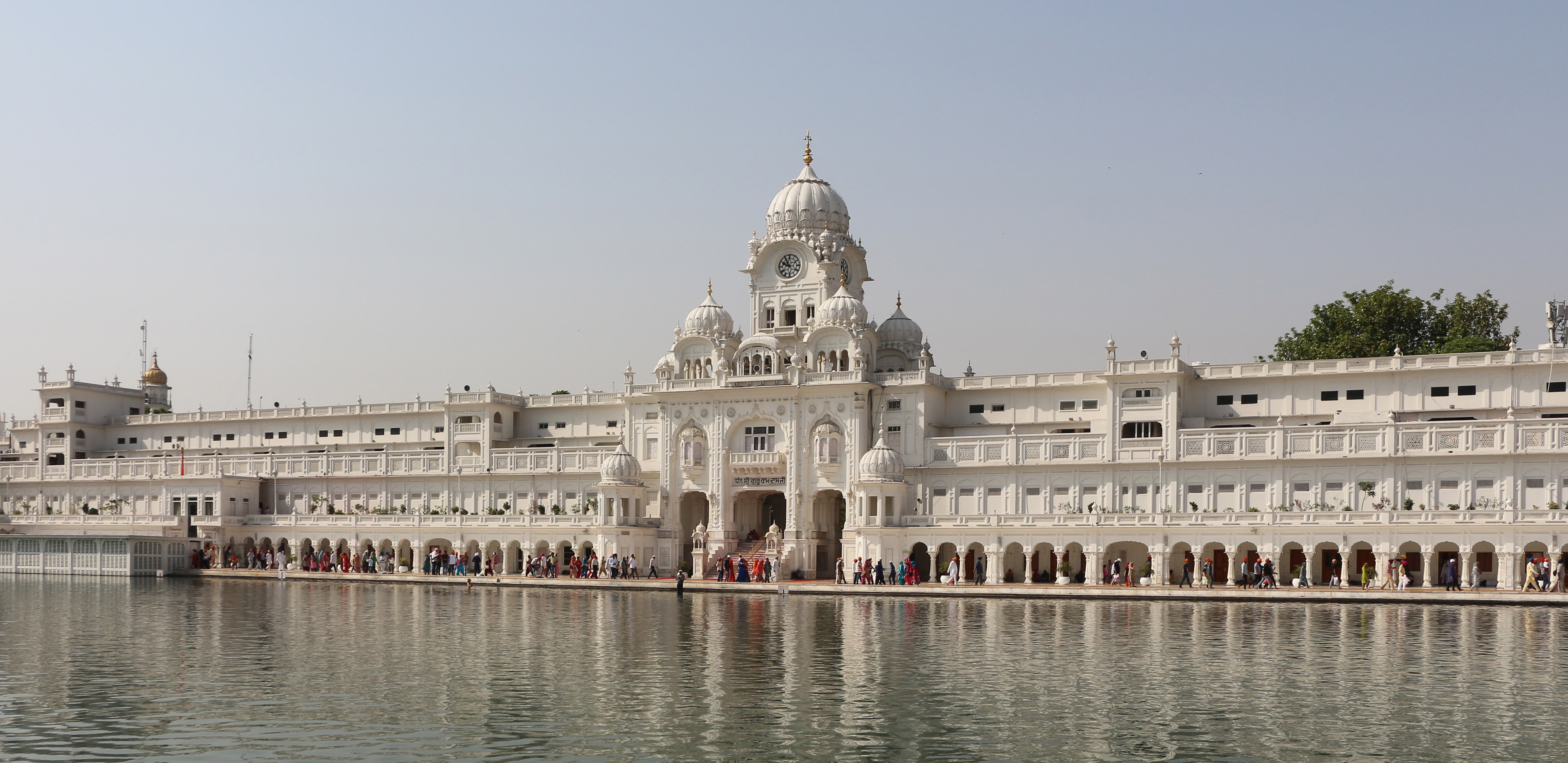
Atta Mandi Deori, une des quatre entrées du temple.

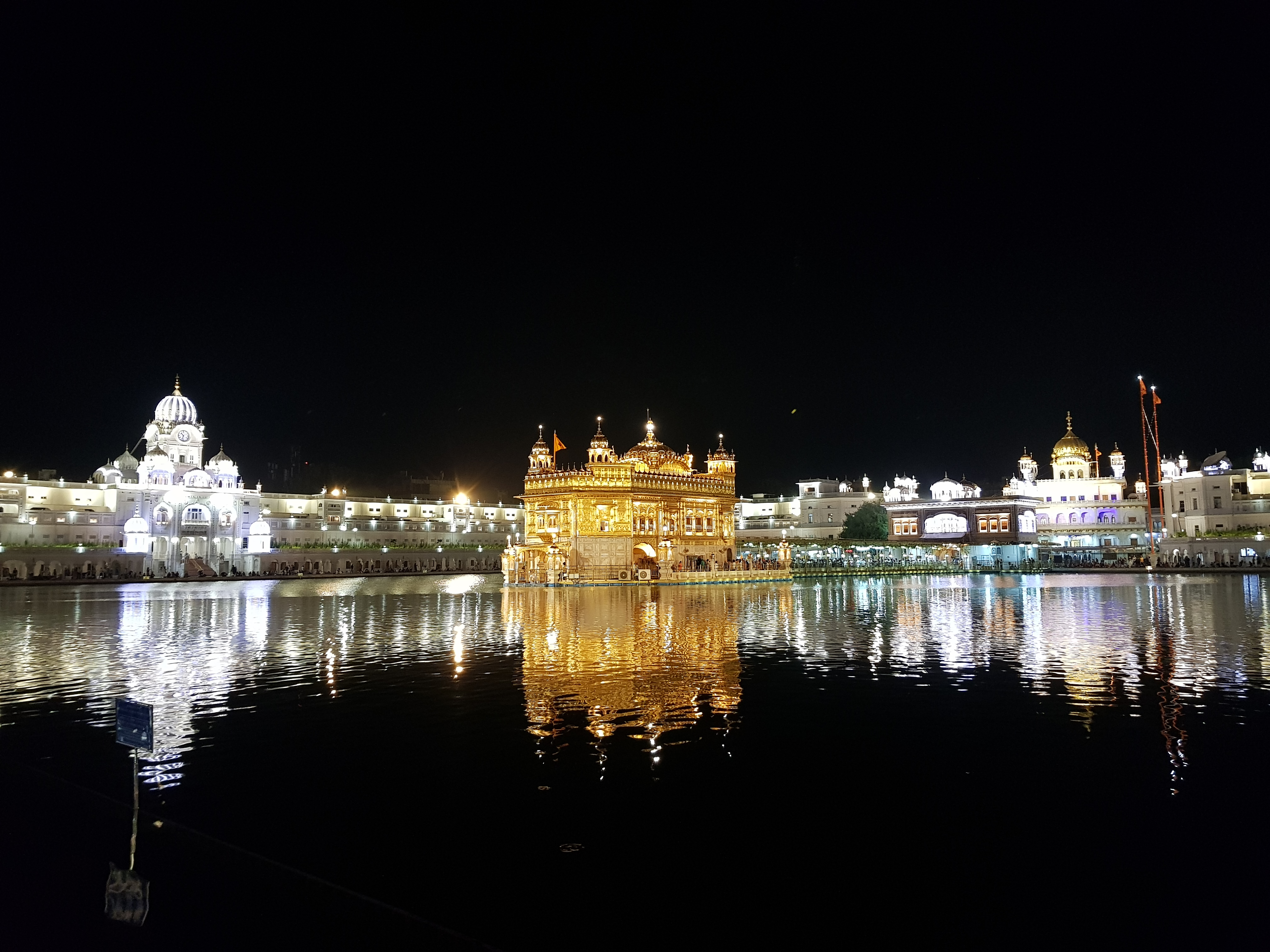
Harmandir Sahib illuminé.

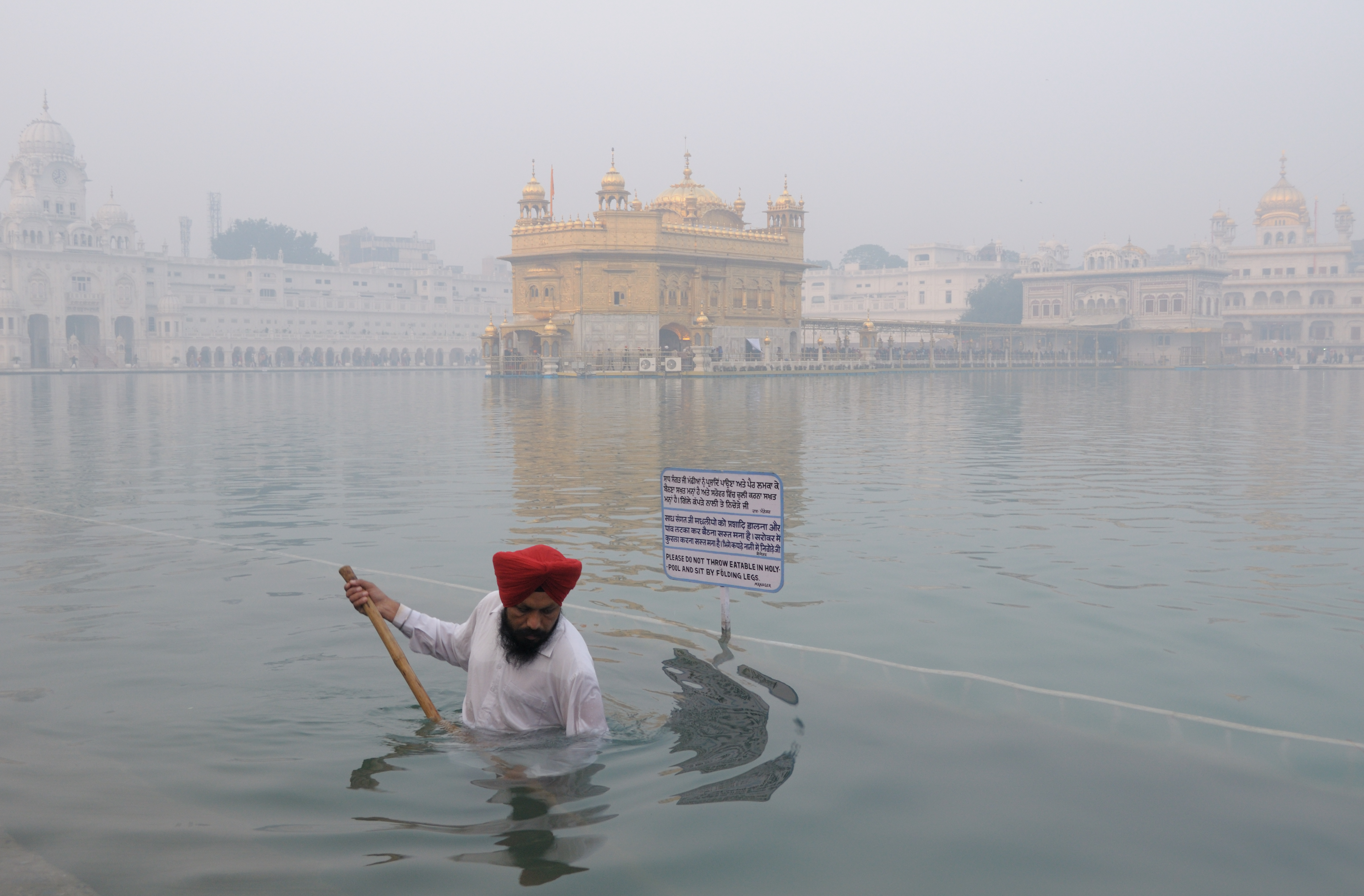
Un volontaire nettoie le bassin sacré du Harmandir Sahib sous le brouillard d'un matin froid d'hiver. Décembre 2018.

Le temple d'Or se situe à un point bas de la ville, comme pour signifier qu'il accueille naturellement tous les disciples. Il trône au centre d'un « bassin sacré » de forme carrée de 150 mètres de côté, l’Amrit Sarovar (ou « bassin au Nectar »), qui, tel un lac, attire à lui toutes les eaux comme le temple attire tous les disciples. Le bassin a été creusé durant le dernier quart du XVIe siècle au moment de la fondation de la ville à laquelle il a donné son nom. On accède au bassin par quatre entrées qui symbolisent son ouverture à tous les peuples et toutes les croyances.
Le temple est entouré d'un vaste complexe comprenant des gurdwârâs (lieux de culte sikh) dont l'une des plus emblématiques est l'Akal Takht (ou « trône de l'Immortel »), des langar (réfectoires) où des repas gratuits sont offerts aux pèlerins, un musée, etc.
Après avoir emprunté une promenade faite de marbre blanc, le visiteur ou le pèlerin entre dans le cœur du temple par un pont en marbre de 60 mètres de long, le « Pont du Gurû ». Pour pénétrer dans l’enceinte, il est invité à retirer ses chaussures pour franchir un pédiluve et à se couvrir la tête.
Le temple est un majestueux pavillon de trois étages, dont les parties supérieures ont été recouvertes de plaques et de feuilles d'or au XIXe siècle sur ordre du mahârâja Ranjît Singh. L'édifice a été construit en marbre de différentes couleurs, incrusté de nacre et de pierres semi-précieuses. La terrasse, ornée de quatre chhatri (structures surmontées d'un dôme soutenu par quatre piliers), est surmontée par une coupole dorée en forme de lotus renversé.
Le temple d’Or renferme le livre sacré des sikhs, le Guru Granth Sahib, lui-même enfermé dans un coffre richement orné. 
Des « kirtan », les hymnes sacrés, y sont chantés en permanence, tandis que des musiciens y jouent la musique dévotionnelle.